# 머나먼 시공 속에서 3

《머나먼 시공 속에서 3》(일본어: 遙かなる時空の中で3)는 2004년 12월 22일 코에이(루비파티)에서 발매된 여성향 연애 어드벤처 게임이다.

## 개요
전작으로부터 100년 뒤의 세계가 무대. 전작은 인세이 시기를 본 떠 만들어졌으나, 본작은 겐페이 전쟁 시대를 배경으로 만들어졌다.
〈운명 덧쓰기〉라는 과거를 고칠 수 있는 시스템을 채용, 역사상의 인물을 중심으로 전개하는 스토리, 연애 엔딩에 이르기까지 개별 루트화, 등 전작 2편과는 크게 다른 내용을 취하고 있다.
외전요소가 포함된 디스크로서, 2005년 9월 22일에 《머나먼 시공 속에서 3 십육야기》가 발매되었고, 2006년 3월 23일에는 본편의 대단원 엔딩 후라는 설정으로 현대를 배경으로 한 《머나먼 시공 속에서 3 운명의 미궁 (라비린스)》가 발매되었다.
2007년 12월 28일 TV 애니메이션 특별편 《머나먼 시공 속에서 3 붉은 달》이 키즈 스테이션에서 방송 되었다.
2010년 1월 3일에 〈머나먼 3〉의 마지막 애니메이션으로 《머나먼 시공 속에서 3 끝없는 운명》이 AT-X에서 방송되었다.

## 역사
머나먼 시공 속에서 3
2004년 12월 22일 발매. 플레이스테이션 2용 소프트.
머나먼 시공 속에서 3 십육야기
2005년 9월 22일 발매. 플레이스테이션 2용 소프트.
머나먼 시공 속에서 3 운명의 미궁 (라비린스)
2006년3월 23일 발매. 플레이스테이션 2용 소프트.
머나먼 시공 속에서 3 with 십육야기 애장판
2009년3월 19일 발매. 플레이스테이션 포터블용 소프트.
머나먼 시공 속에서 3 운명의 미궁 애장판
2009년10월 22일 발매. 플레이스테이션 포터블용 소프트.

## 줄거리
어느 비내리는 겨울날. 학교에서 이색적인 모습의 소년과 만난 주인공은, 그 자리에서 우연히 마주친 소꼽친구 동급생·아리가와 마사오미와 함께 헤이안 시대 말기와 비슷한 이세계로 가게 된다. 그러나 때는 바로 겐페이 전쟁이 한창 일어났을 때. 하지만 이 세계에서 미나모토노 요리토모가 이끄는 겐지와 싸우는 헤이케는, 이미 죽어 있어야 할 다이라 시게모리가 이끌고 있었다. 게다가 겐지에게 승리하기 위해 원령을 만들어 내고 있었다. 주인공은 자신이 원령을 봉인하는 힘을 가진 〈백룡의 무녀〉이며, 원령을 봉인하여 용신의 힘을 높이지 않으면 본래 세계로 돌아갈 수 없다는 것을 알게 되어, 겐지와 함께 행동하게 된다.

## 게임 시스템

### 《머나먼 시공 속에서 3》
전작인 《머나먼 시공 속에서》, 《머나먼 시공 속에서 2》와 크게 다른 점은 아래와 같다.
운명 덧쓰기 시스템
주인공은 게임 중에 백룡에게서 시공을 뛰어넘을 수 있는 능력을 받게 된다. 이 능력은 지금까지 경험했던 장의 시작 부분으로 되돌아 갈 수 있게 해준다. 또한 특정 루트에서는 주인공의 의사와 관계없이, 더 깊은 과거의 시공으로 가게되기도 한다. 덧쓰기를 하면, 표시되는 선택지의 내용이나 수가 변하며, 선택한 결과에 따라 특정 인물의 행동이나 운명을 바꿀 수 있다.
키즈나의 관
호감도가 하나로 통일되고 마음의 조각 시스템 대신 '키즈나의 관'이 도입되었다. 처음에는 호감도를 별 3개까지 밖에 채울 수 없지만 이벤트를 통해 키즈나의 관을 돌파하면 별 10개까지 호감도를 올릴 수 있다. 엔딩을 보려면 그 캐릭터의 키즈나의 관을 다 돌파하여야 한다.
캐릭터 특기 습득
전투에서 적을 쓰러트리면, 쓰러트린 적의 속성에 따라 용신의 힘을 오행에 할당된 수치로 습등하는 것이 가능. 그 수치는 주인공 및 동행중인 캐릭터에게 나눠주는 것이 가능하며, 이에 따라 캐릭터는 새로운 기술을 습득하거나, 이미 습득하고 있는 스킬 레벨을 올리는 것이 가능하다. 레벨이 높을 수록, 그에 비례하여 효과도 오른다. 또한 특기는 공격계·공격 지원계·회복계·이동중 은혜를 얻을 수 있는 것 등등이 있으며, 각각의 성격이나 성질을 나타낸다. 전투나 이동중에는 직접적인 관계는 없지만, 주인공 이외 캐릭터들은 〈속삭임〉이라는 스킬도 배울 수 있다.
전투시 원진 시스템 채용
동행하고 있는 캐릭터를, 주인공을 중심으로 하여 원진을 꾸밀 수 있다. 최대 8명을 주인공 주변에 배치하는 것이 가능하며, 전투에 참가할 수 있는 것은 주인공을 포함하여 최대 4명이다. 전투시 자신의 턴에 이 원진을 회전시켜, 싸울 캐릭터를 교대할 수 있다. 전투 중 이외에는 상시로 원진 배치를 변경할 수 있다. 주인공과 캐릭터가 합체 기술을 펼치는 것 외에도, 주인공을 제외하고 전투에 참가하고 있는 캐릭터들끼리 합체기술을 펼칠 수도 있다.
협력 기술과 합체 기술
앞서 서술한 바와 같이 주인공과 특정 캐릭터, 혹은 특정 캐릭터들 끼리 통상 공격보다 강력한 기술을 쓸 수 있다. 통상 공격기는 각각의 오행 속성에 따라 결정된다. 주인공과 합체기술에 크게 영향을 미치는 것은 신뢰도로, 일정 수준을 달성하지 못하면 기술을 쓸 수 없다. 이야기 진행에 따라 습득하는 협력기술도 있으며, 그것은 특정 캐릭터가 아니면 발동되지 않는다. (협력기술은 《십육야기》와 MIXJOY를 하지 않으면 사용불가)

### 《머나먼 시공 속에서 3 십육야기》
《머나먼 3》의 시스템을 계승한 것에 새로운 요소가 추가 되었다. 단 본 소프트만으로 통상 연애 엔딩을 볼 수 있는 것은 청룡 두 사람(아리가와 마사오미와 미나모토노 쿠로 요시츠네)뿐. 다른 캐릭터의 엔딩을 보려면 《머나먼 3》와 MIXJOY가 필수불가결이다.
MIXJOY
《머나먼 3》의 세이브 데이터를 계승한 시스템(단 게임 기동과 함께 《머나먼 3》의 소프트를 바꿔넣는 것이 필수)로 공략가능 캐릭터 전원과의 연애(우정) 엔딩, 십육야기 엔딩도 달성 가능하게 된다. 또한 MIXJOY하지 않으면 공략할 수 없는 캐릭터도 있다.
밀월
십육야기 엔딩을 보기위해 필요한 파라미터. 특정 이벤트를 성공시키면 파라미터가 올라간다. 앞서 서술한 키즈나의 관과 비슷하지만, 밀월이 좀 더 연애요소를 중시하고 있으며, 백룡이나 사쿠는 해당되지 않는다. 파라미터를 채우는 힌트는 백룡과 사쿠를 〈거점〉에서 만나면 알 수 있다.

### 《머나먼 시공 속에서 3 운명의 미궁》
현대의 카마쿠라를 배경으로 하고 있으며 《머나먼 3》의 시스템을 계승한 것에 십육야기와는 다른 별도의 요소가 추가되었다.
카마쿠라 파트와 미궁 파트
이야기는 〈카마쿠라 파트〉와 〈미궁 파트〉로 크게 나뉘어 두 가지를 번갈아 진행시켜 간다. 카마쿠라 파트에서는 현대의 카마쿠라를 이동하면서 필수 이벤트나 연애 이벤트를 겪는다. 미궁 파트에서는 복잡하게 뒤얽힌 미궁을 탐색하면서 전투를 벌이며 목적을 달성한다.
휴대 카메라
현대로 돌아온 주인공이 가지고 있는 본작의 아이템 중 하나. 이 촬영기능에 따라 게임 중 일부를 제외한 모든 장면에서 언제나 자유롭게 사진을 찍을 수가 있다.
시간의 결정
게임 내에서 입수하는 아이템. 《머나먼 시공 속에서 3》,《머나먼 시공 속에서 3 십육야기》 데이터가 있으면 본편과 십육야기의 이벤트를 다시 볼 수 있다.(디스크 교환은 하지 않아도 된다.)

## 등장인물
역대 시리즈와 마찬가지로 백룡의 무녀, 팔엽은 같은 성우가 맡고 있다. 일부 신규 캐릭터나 설정이 바뀐 캐릭터도 초대멤버 설정을 이어받고 있다.

### 주인공
카스가 노조미
성우: 카와카미 토모코
주인공, 백룡의 무녀. 17세.(생일설정에 따라서는 16세) 출신:카나가와 현 가마쿠라 시. 신장:160cm
오행속성은 전작과 마찬가지로 생일에 따라 변화. 상징물은 사라쌍수.
현역 여고생으로, 시리즈에서 처음으로 검을 들고 싸우는 무녀. 그 설정 때문인지 종전의 무녀보다 표연하고 용감하다. 보호를 받는 것 뿐만 아니라, 스스로 지키려고 행동한다. 허리까지 내려오는 긴 머리. 성격은 선택지에 따라 크게 변하지만, 기본적으로 밝고 노력가이며 희노애락은 그 나이대 소녀. 외동딸이며 자택의 방인 귀여운 인테리어이다. 디폴트 이름인 〈노조미〉는 〈아름다운 만월〉을 뜻하며, 흑룡의 무녀인 사쿠(초승달)과 대조된다. 전투시에는 쌍수 타입의 단검을 사용한다. 또한 이 검은 백룡이 준 것이다.

### 팔엽

#### 하늘의 사신
아리카와 마사오미
성우: 미키 신이치로
하늘의 청룡. 출신: 카나가와현 가마쿠라 시. 생일: 8월 12일. 나이: 21세. 혈액형: A형. 신장: 183cm
오행속석은 목(木). 팔괘는 손(巽). 보주 위치는 왼쪽 귀 상단. 상징물은 태산목. 이미지 컬러는 적홍색. 기술 모티브는 풍(風).
하늘의 백호·아리카와 유즈루의 형. 주인공과는 소꼽친구이자 동급생. 시공 이동시 혼자 떨어져 3년 전으로 날아간 뒤 재회한 그는 21세가 되어 있었다. 혼자 보낸 3년간을 헤이케에서 보냈기 때문에 모습이 다이라 시게모리와 비슷하여 그의 대역으로 헤이케를 돕는다. 쿄의 헤이케를 역사대로 멸망하게 하지 않기 위해 전력을 다한다. 별의 일족의 후예이며, 주변 사람을 잘 돌보는 의리파. 입장상 주인공 일행과 함께 행동하는 시간은 짧지만, 성격이 좋아 동료들과 관계는 좋다. "럭키-" "OK"등을 자주 쓴다. 운명의 미궁에서는 21세인 채 현세로 돌아왔기 때문에 학교에 다니고 있지 않다. 운명의 미궁을 클리어하고 현대 엔딩을 클리어한 후에 17세로 돌아온다. 전투시에 사용하는 무기는 대태도. 초기부터 공격력과 내구력이 높다.
히노에
성우: 타카하시 나오즈미
하늘의 주작. 출신: 쿠마노(이세계). 생일: 4월 1일. 나이: 17세. 혈액형: B형. 신장: 170cm
오행속성은 화(火), 팔괘는 리(離). 보주의 위치는 이마. 상징물은 홍화. 이미지 컬러는 다홍색. 기술 모티브는 염(炎).
쿠마노 수군에 속해 있다. 온건파이며 여자를 좋아한다. 주인공을 미코히메라고 부르기도 한다. 팔엽중에서 2번째로 젊지만, 앞의 앞까지 내다보는 어른스러운 소년으로 냉철하게 판단한다. 밝고 사교적으로 행동하지만 때로는 날카로운 비판을 하기도 한다. 그는 쿠마노 별당(신직)과 쿠마노 수군의 총대장을 겸임하고 있으며, 본명은 후지하라 단조. 폭넓은 정보통과 인맥을 가졌으며 스스로 각지에 잠입하여 정보를 탐색하는 일도 있다. 땅의 주작·무사시보 벤케이의 조카이며, 하늘의 현무·타이라노 아츠모리와는 소꼽친구. 또한 겐지의 히메를 어머니로 둔 그는 쿠로의 종형제이기도 하지만, 헤이케와도 혈연관계이다. 따라서 그가 겐지 편을 들거나 헤이케 편을 들지 않는 것은 그가 지켜야할 쿠마노의 안녕을 생각한 결과이다. 운명의 미궁에서 그는 쿄의 팔엽중에서도 가장 먼저 현대에 적응해 높은 적응력을 발휘하였다. 전투시에는 3개의 칼이 붙은 자마다르를 양손에 든다. 취미는 트레저 헌트.
아리카와 유즈루
성우: 나카하라 시게루
하늘의 백호. 출신: 카나가와 현 가마쿠라 시. 생일: 7월 17일. 나이:16세. 혈액형: O형. 신장: 180cm
오행속성은 금(金). 팔괘는 건(乾). 보주 위치는 오른쪽 목덜미. 상징물은 제비꽃. 이미지 컬러는 청록색. 기술 모티브는 양광(陽光).
하늘의 청룡·아리카와 마사오미의 동생. 궁도부 소속. 주인공의 소꼽친구로 어린시절부터 주인공을 짝사랑해왔다. 조심성이 많은 타입으로 잔소리가 심하지만 주인공에게는 무른 구석도 있다. 요리를 잘하며, 이세계의 쿄에서도, 현대 요리를 어렵지 않게 만들어 내는 실력파. 또한 맛도 일품이다. 역대 하늘의 백호와 마찬가지로 그도 안경을 쓰고 있다. 단 시력이 극도로 나쁜 것이 아니며, 안경을 쓰지 않아도 0.6 정도 된다. 별의 일족의 후예이며, 예지몽을 꾸기도 한다. 역대 별의 일족과 마찬가지로 정원을 손질하는 것이 취미. 지금은 돌아가신 할머니(이세계에서 온 일족의 스미레 히메)의 유품을 보주로 가지고 있다. 주인공을 지키고자 강해지기로 결심하고 궁술의 명수로 알려진 나스노 요이치를 사사한다. 또한 전장에서 센의 적을 낙사시키는 나스노 요이치 역을 그가 맡는다. 운명의 미궁에서 그는 현대에 적응하지 못하는 쿄 일행을 도와준다. 또한 팔엽과 사쿠는 아리카와 가에 머물고 있다. 전투시에는 궁을 사용하며, 후방의 적에게도 공격할 수 있다. 또한 〈도시락〉이라는 전체 회복기술도 매력 중의 하나이다.
타이라노 아츠모리
성우: 호시 소이치로
하늘의 현무. 출신:쿄 (이세계). 생일: 5월 28일. 나이: 18세. 혈액형: A형. 신장: 165cm
오행속성은 수(水). 팔괘는 감(坎). 보주위치는 왼쪽 주먹. 상징물은 복주머니꽃. 이미지 컬러는 암홍색. 기술 모티브는 수(水).
헤이케의 황족. 타이라노 키요모리의 조카에 해당하는 타이라노 츠네마사의 동생. 말수가 적고 얌전하다. 아오바라는 피리를 소중히 여기고 있다. 하늘의 주작·히노에와 소꼽친구. 또한 땅의 주작·무사시보 벤케이, 하늘의 청룡·아리카와 마사오미와도 면식이 있다. 조심성 많은 성격이지만, 여차할 때에는 용감하게 행동한다. 그는 헤이케에서 최초로 만들어낸 원령이며, 그 사실에 죄의식을 느끼고 동족인 헤이케와 싸워야 한다는 사실에 번민한다. 본래는 거대하고 큰 뿔을 가진 수범이라 불리는 이형의 모습이지만, 쇠사슬로 자신을 포박해 사람의 모습을 유지하고 있다. 운명의 미궁에서는 단발로 생활하며, 미궁을 탐색할 때문 묶어올린 장발이 된다. 또한 도서관에서 조용히 보내는 것을 좋아한다. 전투시에는 지팡이를 사용해 싸운다. 얼핏 보기엔 힘없어 보이는 인상이지만 감춰둔 힘을 해방했을 때의 공격력은 상당히 높다.

#### 땅의 사신
미나모토노 쿠로 요시츠네
성우: 세키 토모카즈
땅의 청룡. 생일: 11월 9일. 나이: 22세. 혈액형:O형. 신장: 179cm
오행속성은 목(木), 팔괘는 진(震). 보주 위치는 왼쪽 어깨. 상징물은 참오동나무. 이미지 컬러는 자청색. 기술 모티브는 뇌(雷)
가마쿠라의 쇼군인 미나모토노 요리토모의 배다른 형제. 아명은 우시와카마루. 올곧고 겉치례가 없으며, 한 번 믿기 시작한 사람은 의심하지 않는다. 형인 요리토모를 마음 깊이 존경하며, 형과 겐지를 위해 온 힘을 다한다. 그러한 성격 때문인지, 조금 융통성이 없는 면도 있지만 본래는 상냥하고 솔직한 청년. 검술로는 주인공의 사형제이다. 운명의 미궁에서는 현대에 익숙해지기까지 시간이 걸리며, 여러 가지 문명의 이기에 자주 놀란다. 전투시에는 역사와 마찬가지로 태도를 사용한다. 또한 실력이 뛰어나며 습득하는 기술도 주로 공격기술이다.
무사시보 벤케이
성우: 미야타 코우키
땅의 주작. 출신:쿠마노(이세계), 생일: 2월 11일, 나이: 25세, 혈액형:A형, 신장: 175cm
오행속성은 토(土), 팔괘는 곤(坤). 보주 위치는 오른손 손등. 상징물은 자양화, 이미지 컬러는 황록색. 기술 모티브는 대지(大地).
겐지 군사이자 약사. 정확한 의견으로 군사를 이끌며, 전투에서 부상당한 병사를 구호한다. 우연히 쿠로와 알게되어, 지금은 겐지 편에서 싸우고 있지만, 사실은 어느 쪽이든 이겨서 빨리 전쟁이 끝나기를 바라고 있다. 박식하고 언제나 미소가 떠나지 않는 온화한 성격이지만, 마음 속을 누구에게도 보여주지 않는다. 쿠로의 든든한 전우지만 가신인 것은 아니다. 후지와라노 탄카이의 동생이자 하늘의 주작인 히노에의 삼촌. 대량의 책이나 두루마리를 밤새 읽기 때문인지 시력이 나쁘다. 히노에와 마찬가지로 여자에게 상냥하다. 흑룡의 소멸에도 관여하고 있지만, 그 관계성이 사키에게 전해지는 묘사는 없다. 천적인 헤이케의 수장·키요모리와는 과거 잠입했을 때 만나 면식이 있다. 운명의 미궁에서는 쿄와 너무 다른 현대에 놀라지 않고 침착하게 대응한다. 전투시에는 나기나타를 사용한다. 또한 그의 특기중에는 약사답게 캐릭터를 회복시키는 기술이 있다.
카지와라 카게토키
성우: 이노우에 카즈히코
땅의 백호. 출신:가마쿠라(이세계). 생일: 3월 5일. 나이: 27세. 혈액형:AB형, 신장: 186cm
오행속성은 금(金), 팔괘는 태(兌). 보주 위치는 쇄골 사이. 상징물은 목련, 이미지 컬러는 풀색. 기술 모티브는 성(星)
흑룡의 무녀·카지와라 사쿠의 오빠. 미나모토노 요리토모의 충신의 부하이며, 음양사로서 이쿠사부교를 맡고 있다. 다소 경박스럽고 믿음직스럽지 못한 면도 있지만 동료애가 깊고 배려심이 깊다. 발명을 좋아하며, 때때로 걸작을 만들어 내기도 한다. 빨래를 좋아하며, 그가 사역하는 식신은 도룡뇽으로 약간 움직임이 둔하다. 동료나 가족을 소중히 여기는 반면, 무가의 사람으로서 대의를 중시해야만 하는 딜레마를 안고 있다. 그의 주군은 어디까지나 미나모토노 요리토모이지 쿠로가 아니라는 점이, 후반에까지 크게 영향을 미친다. 요리토모를 따르듯이 그의 아내인 호조 마사코에게도 충성을 다한다. 가마쿠라의 본가에 사는 어머니와, 비구니로서 가마쿠라의 관리 하에 있는 동생 사쿠는 사실상 요리토모에게 인질로 잡혀있는 상황.(그러나 정작 두사람은 깨닫고 있지 않다.) 가족의 안전을 지키기 위해 주군의 명령을 거스르지 않으며, 명령이 내려오면 쿠로나 주인공도 공격한다. 십육야기에서 어떤 사건으로 인해 보주를 잃게 되는데, 그 때 보주 주변에 있던 문신(역대 땅의 청룡과 마찬가지로, 흑룡의 무녀와 혈연관계를 가진 팔엽에게 나타난다.)도 사라진다. 운명의 미궁에서는 현대의 문명을 보고 자극받아 지대한 관심을 나타낸다. 전투시에는 스스로 만든 총으로 적을 쏘며, 또한 음양술을 사용해 공격한다. 유즈루와 마찬가지로 후방 공격이 가능하다.
리즈반
성우: 이시다 아키라
땅의 현무. 출신:구라카라도게(이세계)에 숨겨진 오니 일족 마을. 생일: 1월 9일, 나이:34세, 혈액형: B형, 신장: 193cm
오행속성은 토(土), 팔괘는 간(艮). 보주 위치는 오른쪽 눈 밑. 상징물은 석산, 이미지 컬러는 치자색, 기술 모티브는 암(闇)
쿠라마 산의 텐구 혹은 오니라고도 한다. 오니 일족으로, 쿠로와 주인공의 검술 사범. 과묵하고 차가운 인상을 주지만, 주인공을 지켜보며 때로는 상냥하게, 때로는 엄격하게 지도한다. 시리즈에 등장하는 오니 일족의 기술, 모습을 감추거나 순간이동하는 능력(은형)을 사용한다. 팔엽 중 최연장자답게 항상 침착하며, 동료들에게 조언을 한다. 앞을 내다보는 행동이 많은 것은 주인공과 마찬가지로 시공을 뛰어넘을 수 있는 역린을 가지고 있기 때문. 쿄의 본래 시간축에서는 소년이었지만, 역린을 얻으면서 과거로 도약해, 시공을 돌아오지 않고 그대로 남아 단련하며 성장했기 때문에 본래 연령과 작중의 그의 실제 연령은 크게 차이난다. 쿠로에게 검술을 가르치기 시작한 것은 무녀와 만날 것을 예견하고, 쿠로의 힘이 필요할 것이라 생각했기 때문이다. 어린 시절 얼굴에 입은 큰 화상 자국을 가리기 위해 목부터 눈 밑까지 이르는 마스크를 착용하고 있다. 운명의 미궁에서는 주인공과 동료들에게 사정을 밝히지 않고 혼자 행동하는 경우가 많다. 전투시에는 크고 검은 샴쉬르를 사용한다. 게임 중에 특별히 사용하는 묘사는 없지만 다리에도 작은 나이프를 소지하고 있다.

### 용신 관계자
백룡
성우: 성장전:오타니 이쿠에 / 성장후: 오키아유 료타로
주인공을 소환한 용신, 힘을 잃어 인간의 모습을 하고 있다. 무녀인 주인공을 한결같이 따르며 성장전에는 소녀로 보일만큼 귀여운 모습이었으며 말을 더듬었다. 성장 후에는 팔엽에게 뒤지지 않을 만큼 강인하고 아름다운 청년이 되어 말도 유창하게 하게 된다. 운명의 미궁에서는 성장 후의 모습으로 중국 전통의상을 모티브로 한 옷을 입고 있다. 주인공의 친구들에게는 중화 왕자님이라 불린다. 전투시에는 신력을 날리기 때문에 후방의 적도 공격 가능하다. 성장 전과 성중 후 능력치가 다르다.
카지와라 사쿠
성우: 쿠와시마 호코
주인공과 반대로 흑룡의 무녀. 오행속성은 수(水). 상징물은 마취목. 이미지 컬러는 감색. 기술 모티브는 빙(氷).
땅의 백호·카지와라 카게토키의 동생. 사랑하는 흑룡이 사라진 것을 계기로 출가하여 어린 몸이지만 비구니가 된다. 이세계를 방황하는 주인공에게 상냥하게 대하며 여러 가지 조언을 해주는 언니같은 존재. 전작 두 작품의 흑룡의 무녀와는 달리 처음부터 주인공에게 친절하게 대한다. 출가한 것은 어머니나 주위의 혼담을 피하기 위한 면도 있다. 무가의 딸로서 실력이 출중하여 주위에서 비구니가 된 것을 아까워하기도 하였다. 쿄에서 기모노 모습뿐이었던 것과 달리 운명의 미궁편에서는 사복이나 수영복 등을 입은 모습도 볼 수 있다. 전투시에는 부채를 사용하며 춤을 추듯이 화려하게 적을 쓰러트린다. 또한 주인공은 그녀에게 춤을 배우기도 한다.
흑룡
성우: 성장전:? / 성장후: 오키아유 료타로
백룡과 반대되는 존재로 또다른 용신. 백룡과 분위기는 다르지만 비슷한 모습을 하고 있다. 사쿠와 만나 사랑에 빠져 부부가 되었으나, 벤케이에 의해 소멸하게 되었다. 그가 남긴 역린은 다이라노 기요모리가 가지고 있다. 사쿠의 루트 및 사쿠와 관계된 이벤트에서만 인간이 된 모습을 볼 수 있다.

### 겐지
미나모토노 요리토모
성우: 이시이 코지
겐지를 이끄는 수장이자, 쿠로의 배다른 형제. 차갑고 냉정한 성격. 뛰어난 리더쉽을 갖추었지만 야심이 크며, 목적을 위해서라면 수단 방법을 가리지 않는다. 아내인 마사코에게 다길니천이 빙의한 것을 알고 있지만 곁에 두어 자신을 받치게 한다. 목적을 달성하기 위해 자신을 따르는 동생을 철저하게 이용하며, 목숨을 뺏는 데도 서슴없다. 쿠로 일행의 행동을 파악하기 위해 자신의 명령을 거절하지 못하는 카게토키에게 그들의 행동에 대해 은밀히 보고할 것을 지시하였다.
호조 마사코
성우: 카와무라 마리아
미나모토노 요리토모의 아내로, 깊이 사랑하는 남편의 야망을 달성하기 위해 헌신하는 여성. 온화하지만 어딘가 무서운 인상을 준다. 사람으로서는 얻기 힘든 특별한 힘을 가지고 있지만, 평상시에는 안에 감추고 상냥하고 자애깊은 모습으로 행동한다. 그녀에게 씌인 것의 정체는 〈다길니천〉이라는 이국의 신. 사람의 피와 간이 힘의 원천이다. 다길니천은 자국에서 일본으로 도망쳐와 호쿠조 가의 영애인 마사코에 빙의하였다. 운명의 미궁에서는 그녀에게 빙의한 다길니천이 현대로 시공을 도약하여 혼란을 일으키며 마지막에는 주인공의 몸을 자신의 그릇으로 삼아 빼앗으려 한다.

### 헤이케
다이라노 기요모리
성우: 아사카와 유
헤이케의 수장. 어린아이 모습으로 원령으로 되살아나 강력한 힘을 얻었다. 평소에는 의젓하지만 때때로 감정적이 되어 짜증을 부린다.
다이라노 도모모리
성우: 하마다 켄지
원령이 많은 헤이케 무장 중에서 얼마 안되는 인간. 퇴폐적인 분위기의 헤이케의 무장으로, 전장의 고양감을 좋아하며, 스스로 전장에 뛰어든 주인공의 검술에 감탄하여, 흥미를 갖고 집착한다. 비전투시에는 늘어진 모습으로 어떤 것에도 관심이 없다. 양 눈 밑에 개성적인 문양이 있다. 전투시에는 이도류를 사용한다. 십육야기에서만 연애 대상으로 공략이 가능하다. 또한 운명의 미궁에서도 선택지에 따라 하룻밤만 만날 수 있다.
다이라노 쓰네마사
성우: 하나와 에이지
하늘의 현무·다이라노 아쓰모리의 형. 온화하고 상냥한 성격. 헤이케의 장수이지만, 가능한 전투는 피하고 싶어하며, 누구보다도 강하게 화의를 원하는 평화주의자. 동생인 아츠모리와 마찬가지로 그도 음악을 사랑한다. 그는 비와를 연주하며 비와의 이름은 〈아오야마〉. 전투시에는 지팡이를 사용한다. 헤이케에서 만들어진 원령. 동생 아츠모리를 아끼는 마음이 이 세상에 집착하는 원인이 되었다. 단 키요모리처럼 생전과 성격이 다르거나 폭주하는 일은 없다.
다이라노 고레모리
성우: 마츠다 유키
헤이케의 장수. 멸망을 아름답다고 생각하며, 그 미학을 실현하기 위해 수단방법을 가리지 않을만큼 잔인하다. 텟소라는 원령의 동물을 기르고 있으며 항상 착용하고 있는 관에는 꽃이 장식되어 있다. 헤이케에서 만들어진 원령이며 생전에는 작중과 달리 온화한 성격으로 꽃을 좋아하는 황족이였다.
다이라노 다다모리
성우: 우치다 나오야
헤이케의 장수. 엄격하고 외곯수인 인물. 전투시에는 일본도를 사용한다. 무가인 헤이케를 자랑스럽게 생각한다.
니이노 아마
성우: 노자와 유리코
헤이케의 수장·다이라노 기요모리의 아내. 본명은 다이라노 도키코. 출가하여 비구니가 되었기 때문에 아마고제라 불리기도 한다.
안토쿠 천황
성우: 엔도 아야
2살 때 황위를 이은 소년. 쿄에도 천황이 따로 존재하지만, 헤이케는 그를 천황으로 따르고 있다.

### 십육야기의 추가 인물
시로가네
성우: 하마다 켄지
기억을 잃고 오슈 히라이즈미의 후지와라노 야스히라를 섬기고 있다. 조심성이 많고 기품이 있으며 세련된 청년. 야스히라의 목숨보다 백룡의 무녀인 주인공을 따른다. 머리 색이나 키, 얼굴 등이 헤이케의 장수·다이라노 도모모리와 닮았다. 정체는 단노우라에서 바다에 몸을 던진 도모모리의 동생인 다이라노 시게히라이며 고유 연애 이벤트에서만 기억을 되찾는다. 또한 다른 루트에서 그의 출신이 밝혀지는 묘사는 없다. 솔직한 행동이 특징으로, 벤케이나 히노에에게 뒤지지 않을 만큼 낯뜨거운 말을 아무렇지 않게 하여 주위 사람을 놀라게 한다. 십육야기에서만 연애 대상으로 공략 가능하다. 또한 운명의 미궁에서도 도모모리와 마찬가지로 선택지에 따라 하룻밤 만날 수 있다. 전투시에는 방천극이라는 자루가 긴 도끼를 사용한다. 자신의 키처럼 큰 무기를 가볍게 다루며 전신을 공격하는 기술도 있다.
후지와라노 야스히라
성우: 토리우미 코스케
후지와라노 히데히라의 아들로, 오슈 후지와라 씨의 총수. 시로가네의 주인이자 쿠로의 친구이다. 눈빛이 날카롭고 합리적이고 영리한 청년. 항상 미간을 찌푸리고 있어 가끔 짓는 미소조차 빈정거리는 것처럼 보이기도 한다. 백룡의 무녀인 주인공에게 공손히 대하지만 차갑게 대할 때도 있다. 음양도에 능하며 주술에도 조예가 깊다. 연애 루트가 없기 때문에 공략대상은 아니지만 그가 등장하는 십육야기에서는 특정 캐릭터 루트에서 짧게 파생된 형태로 주인공과 함께 행동하는 엔딩이 있다.
후지와라노 히데히라
성우: 무로조노 타케히로
오슈 후지와라 씨의 당주이자 야스히라의 아버지. 부하에게는 미타치라는 존칭으로 불린다. 인품이 넓은 성격으로 과거에 쿠로를 히라이즈미에 숨겨준 적이 있다. 쿠로에게는 아버지같은 인물. 가마쿠라에 쫓기는 주인공 일행을 상냥하게 맞아주었다. 얼핏보면 강인한 인상에 접근하기 어려운 인물로 보이지만 호쾌하며 허물없는 성격. 정이 많고 듬직한 인물로 신뢰받고 있다.
쿠가네
야스히라가 기르고 있는 개. 종은 일본견. 멋대로 돌아다니는 경우도 있지만 총명해서 사람 말을 잘 알아 듣는다. 쿠로가 주웠기 때문인지 그를 잘 따른다.

### 운명의 미궁 추가 인물
팬텀
성우: 아사가와 유
때때로 주인공 앞에 나타나는 실존 인물인지 환영인지 구분되지 않는 몽환적인 존재. 주인공에게 모든 것을 알고 있는 듯한 알쏭달쏭한 말을 하며, 미궁의 문을 여는 열쇠인 수정을 건네준다. 정체는 젊은 시절의 다이라노 기요모리. 하지만 적으로 등장하던 《머나먼 3》처럼 주인공들을 공격하는 등의 적대행위는 없으며, 온화한 분위기의 청년으로 등장한다.

## 용어
게임 중에 나타나는 독자적인 용어는 머나먼 시공 속에서 시리즈의 항목을 참조.

## TV 애니메이션

### 붉은 달
키즈 스테이션에서 2007년 12월에 《머나먼 시공 속에서 3 붉은 달》이 스페셜 프로그램으로 방송되었다. 총 1화. 담당 성우는 게임판과 동일.

#### 스탭
- 감독: 시노하라 토시야
- 각본: 야마다 유카
- 캐릭터 디자인·총작화감독 : 츠나키 아키
- 미술감독: 시바타 치카코
- 음향감독: 혼다 야스노리
- 음향제작: 아트프로
- 음악: 히라노 요시히사
- 음악제작: 내추럴라인
- 애니메이션 제작: 유메타 컴퍼니

#### 주제가
오프닝 테마 《운명의 달은 다홍빛》(運命の月は紅)
작사:타쿠보 마미 / 작곡: 나카니시 료스케 / 편곡: m-takeshi
노래: 히노에(성우:타카하시 나오즈미), 무사시보 벤케이(성우: 미야타 코우키), 타이라노 아츠모리(성우: 호시 소이치로)
엔딩 테마《역풍의 시공에 나홀로》(逆風の時空にひとり)
작사: 타쿠보 마미 / 작곡: 이이즈카 마사아키 / 편곡: 츠다 코헤이
노래: 아리카와 마사오미 (성우: 미키 신이치로)

#### 특징
1,2의 애니메이션에서 주인공과 연애를 하는 캐릭터가 한정되어 있지 않았던 것과 달리, 본 작은 주인공·노조미와 〈팔엽 중의 한사람〉의 연애가 그려져 있다. 그렇기 때문에 다른 7명의 출연이 대폭으로 줄어드는 등, 지금까지의 애니메이션과 다른 전개를 보인다.

### 끝없는 운명
AT-X에서 2010년 1월에 〈머나먼 3〉의 마지막 애니메이션 《머나먼 시공 속에서 끝없는 운명》이 방송되었다.

#### 스탭
- 총감독·애니메이션 캐릭터 디자인:츠나키 아키
- 감독: 키미야 시게루
- 각본: 타카무라 코지
- 음악: 히라노 요시히사
- 음향감독: 혼다 야스노리
- 미술감독: 시바타 치카코
- 색채설계: 아리오 유키코
- 촬영감독: 마츠자키 신야
- 편집: 츠보네 켄타로
- 음향제작: 아트프로
- 음악제작: 내추럴라인
- 애니메이션 제작: 유메타 컴퍼니

#### 주제가
오프닝테마 《반짝이는 달》(煌めきの月)
작사:末永茉己 /작곡·편곡: 시마자키 타카미츠
노래: 히노에(성우: 타카하시 나오즈미), 카지와라 카게토키(성우: 이노우에 카즈히코)
엔딩테마 《유구의 달빛》(悠久の月光)
작사: 키쿠치 미사오 / 작곡: YUPA / 편곡: 마사노 노부히로
노래: 아리카와 마사오미(성우: 미키 신이치로), 미나모토노 쿠로 요시츠네 (성우: 세키 토모카즈)
삽입곡 《탁류 가의 맑은 웅덩이》(濁流のほとり 清流の淵)
작사: 모리 유리코 / 작곡·편곡: 시마자키 타카미츠
노래: 카지와라 카게토키(성우: 이노우에 카즈히코)

## 관련 상품

### CD
BGM 모음집
- 머나먼 시공 속에서 3 오리지널 사운드 트랙

드라마 CD
- 머나먼 시공 속에서 3 박월야1 ~여명의 장~
- 머나먼 시공 속에서 3 박월야2 ~황혼의 장~

보컬 버라이어티 CD
- 머나먼 시공 속에서 3 새벽녁의 노래
- 머나먼 시공 속에서 3 십육야기 달의 물방울
- 머나먼 시공 속에서 3 화월의 밤
- 머나먼 시공 속에서 3 눈을 기다리는 밤
- 머나먼 시공 속에서 3 아련한 달밤
- 머나먼 시공 속에서 3 붉은 달 제 1 야
- 머나먼 시공 속에서 3 붉은 달 제 2 야
- 머나먼 시공 속에서 3 붉은 달 보컬 콜렉션
- 머나먼 시공 속에서 3 with 십육야기 애장판 ~새벽녁의 달~
- 머나먼 시공 속에서 3 ~끝나지 않은 운명~ 보컬집 영결의 3월

### 책
- 머나먼 시공 속에서 3 오피셜 가이드
- 머나먼 시공 속에서 3 컴플리트 가이드
- 머나먼 시공 속에서 3 엑스퍼트 가이드
- 머나먼 시공 속에서 3 십육야기 컴플리트 가이드
- 머나먼 시공 속에서 3 무녀진서
- 머나먼 시공 속에서 3 비주얼북
- 머나먼 시공 속에서 3 십육야기 비주얼북
- 머나먼 시공 속에서 3 겐페이 마루와카리 BOOK
- 머나먼 시공 속에서 3 십육야기 겐페이 마루와카리 BOOK
- 머나먼 시공 속에서 3 붉은 달（게임시티문고）

## 같이 보기
- 네오 로망스 시리즈
- 머나먼 시공 속에서 시리즈